# Laia Aleixandri
Laia Aleixandri López (Santa Coloma de Gramenet, 25 agosto 2000) è una calciatrice spagnola, difensore del Manchester City e della nazionale spagnola.
Ha vinto il campionato europeo Under 17 del 2015 ed è stata vicecampionessa del campionato europeo Under 17 2016 e 2017, facendo parte della squadra ideale del torneo in tutte e tre le manifestazioni. È stata anche vicecampionessa nel campionato mondiale Under 20 nel 2018. Ha anche vinto due campionati con l'Atlético Madrid.

## Carriera

### Club

#### Gli inizi
Laia ha iniziato a giocare a calcio quando aveva 4 anni. Tra il 2006 e il 2008 ha giocato per C.E. Arrabal Calaf nella giovanili. Nel 2008 ha iniziato a giocare per il C.E. Sant Gabriel dove rimase per 4 anni. È entrata nelle giovanili del Barcellona all'età di 11 anni.

#### FC Barcellona B
Nella stagione 2015-16 Laia è entrata nel Barcellona B, debuttando in Seconda Divisione all'età di 14 anni. Col Barcellona B ha vinto il gruppo 3 con 72 punti in 26 partite con due turni dalla fine.
Nella stagione 2016-17, ha fatto ancora una volta parte della rosa del club B. Il Barcellona B ha, ancora una volta, vinto il campionato con 60 punti.

#### Atlético Madrid

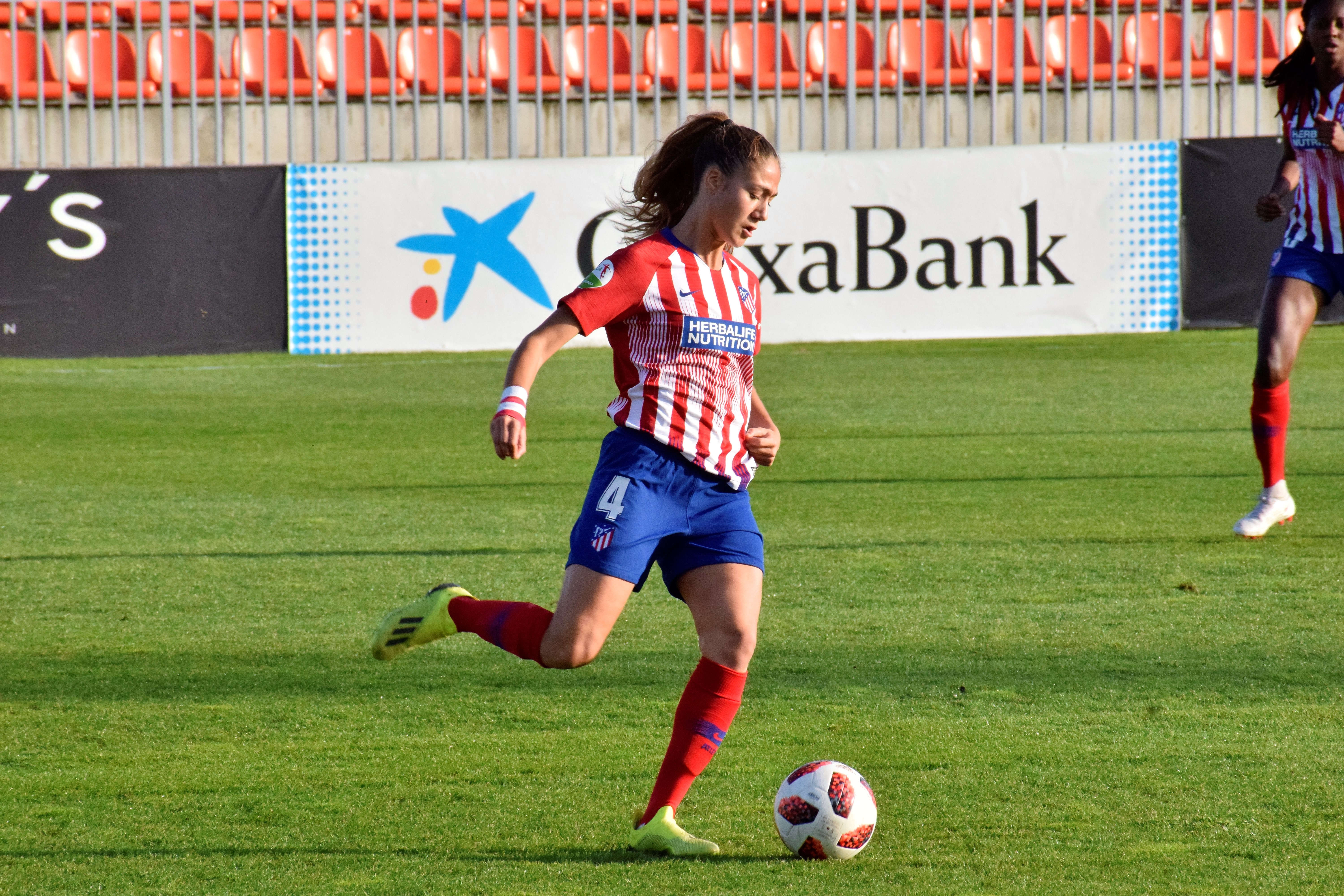
Laia Aleixandri con l'Atlético de Madrid nel settembre 2018

Data la mancanza di opportunità nel Barcellona, nel 2017 ha firmato per l'Atlético Madrid e ha debuttato il 2 settembre dello stesso anno in Primera División in una partita in trasferta che ha visto affrontarsi l'Atlético Madrid e l'Albacete e che si è conclusa con una vittoria per 3-1 per le "rojiblancas". L'11 ottobre ha esordito in UEFA Women's Champions League nella sconfitta esterna per 12-2 contro il Wolfsburg. Questo scarso risultato ha messo in pericolo la posizione dell'allenatore, che ha effettuato meno rotazioni e ha iniziato a fare affidamento su una difesa fissa formata da Kenti Robles, Andrea Pereira, Carmen Menayo e Marta Corredera, e Laia ha giocato solo un'altra partita da titolare e due da sostituta.
Il 25 aprile 2018, ha subito una frattura del braccio destro mentre giocava per la squadra U-20. Laia ha giocato 7 partite di campionato nella stagione 2017-18, ha vinto il campionato 2017-2018 e il secondo posto nella Coppa della Regina.
Si è affermata come titolare nella squadra, il 4 novembre ha segnato il suo primo gol per l'Atlético contro il Levante ed è stato scelta come miglior giocatrice della giornata. Ha continuato a giocare per tutta la stagione, mancando solo una partita per infortunio e un'altra per squalifica, e il 5 maggio 2019 ha vinto il suo secondo titolo nazionale. In quella stagione si è messa in evidenza, guidando la difesa della squadra. Nella Coppa della Regina ha avuto un ruolo di primo piano nelle semifinali sostituendo l'infortunata Lieke Martens e ha giocato il finale del torneo, in cui l'Atlético ha perso contro la Real Sociedad.
Iniziò la stagione 2019-20 da titolare e veterana della squadra, segnando un gol contro il Logroño. Dopo aver alternato 5 partite tra la panchina e le undici titolari è tornata ad affermarsi come titolare. Ha giocato 20 partite di campionato prima che venisse sospeso a causa della pandemia di Covid-19, con la squadra seconda in campionato. È stata scelta nella squadra ideale nelle giornate 2 e 4 dal quotidiano Marca e nelle partite 6 e 21 dallo sponsor del torneo, Iberdrola, che l'ha nominata anche nella squadra ideale dell'anno 2019. Ha giocato la semifinale della Supercoppa spagnola, persa contro il Barcellona e gli ottavi di finale della Coppa della Regina contro il Betis, persa ai tiri di rigore. A dicembre 2020, è stata inclusa nel Soccer Draft Golden Eleven per le sue prestazioni nella stagione.

#### Manchester City
Dopo sei stagioni consecutive all'Atletico Madrid, per la stagione 2022-23 si è trasferita in Inghilterra al Manchester City.

## Statistiche

### Presenze e reti nei club
Statistiche aggiornate al 24 maggio 2025.
| Stagione               | Squadra                | Campionato             | Campionato | Campionato | Coppe nazionali | Coppe nazionali | Coppe nazionali | Coppe continentali | Coppe continentali | Coppe continentali | Altre coppe | Altre coppe | Altre coppe | Totale | Totale |
| Stagione               | Squadra                | Comp                   | Pres       | Reti       | Comp            | Pres            | Reti            | Comp               | Pres               | Reti               | Comp        | Pres        | Reti        | Pres   | Reti   |
| ---------------------- | ---------------------- | ---------------------- | ---------- | ---------- | --------------- | --------------- | --------------- | ------------------ | ------------------ | ------------------ | ----------- | ----------- | ----------- | ------ | ------ |
| 2017-2018              | Atlético Madrid        | PD                     | 7          | 0          | CR              | 0               | 0               | UWCL               | 1                  | 0                  |             | -           | -           | 8      | 0      |
| 2018-2019              | Atlético Madrid        | PD                     | 18         | 2          | CR              | 4               | 0               | UWCL               | 3                  | 0                  |             | -           | -           | 25     | 2      |
| 2019-2020              | Atlético Madrid        | PD                     | 20         | 1          | CR              | 1               | 0               | UWCL               | 4                  | 0                  | SE          | 1           | 0           | 26     | 1      |
| 2020-2021              | Atlético Madrid        | PD                     | 31         | 1          | CR              | 2               | 0               | UWCL               | 4                  | 0                  | SE          | 2           | 0           | 39     | 1      |
| 2021-2022              | Atlético Madrid        | PD                     | 29         | 4          | CR              | 1               | 0               | UWCL               | 0                  | 0                  | SE          | 2           | 0           | 32     | 4      |
| Totale Atlético Madrid | Totale Atlético Madrid | Totale Atlético Madrid | 105        | 8          |                 | 8               | 0               |                    | 12                 | 0                  |             | 5           | 0           | 130    | 8      |
| 2022-2023              | Manchester City        | WSL                    | 16         | 0          | FACup+CdL       | 3+4             | 0               | UWCL               | 2                  | 0                  |             | -           | -           | 25     | 0      |
| 2023-2024              | Manchester City        | WSL                    | 21         | 1          | FACup+CdL       | 3+5             | 1+0             |                    | -                  | -                  |             | -           | -           | 29     | 2      |
| 2024-2025              | Manchester City        | WSL                    | 17         | 1          | FACup+CdL       | 4+3             | 0               | UWCL               | 8                  | 0                  |             | -           | -           | 32     | 1      |
| Totale Manchester City | Totale Manchester City | Totale Manchester City | 54         | 2          |                 | 22              | 1               |                    | 10                 | 0                  |             | -           | -           | 86     | 3      |
| Totale Carriera        | Totale Carriera        | Totale Carriera        | 159        | 10         |                 | 30              | 1               |                    | 22                 | 0                  |             | 5           | 0           | 216    | 11     |

## Palmarès

### Club
- Campionato spagnolo: 3

Atlético Madrid: 2016-2017, 2017-2018, 2018-2019
- Coppa della Regina: 1

Atlético Madrid: 2016
- Supercoppa spagnola: 1

Atlético Madrid: 2021

### Nazionale
- UEFA Women's Nations League: 1

2023-2024
- Campionato d'Europa under 17: 1

2015